# Fusiconidium
Fusiconidium is een monotypisch geslacht van schimmels behorend tot de familie Melanommataceae. De typesoort is Fusiconidium mackenzie.

## Soorten
Volgens Index Fungorum telt het geslacht een soorten (peildatum oktober 2023):
| Soortnaam               | Auteur(s)                                | Publicatiejaar |
| ----------------------- | ---------------------------------------- | -------------- |
| Fusiconidium mackenziei | Jun F. Li, Phook., Camporesi & K.D. Hyde | 2017           |